# マイクロアーチブラケット
マイクロアーチブラケットは、トミー株式会社が開発した金属製の歯列矯正用ブラケットで、高精度でロープロファイルを実現、歯に装着した際に違和感が少なく目立ちにくい。ボンディングベースには、トミーオリジナルのスーパーメッシュ（線径と編み目の異なる2枚の網の2層構造）ベースを使用、ディボンディング時の歯面のクリーンアップ時間を大幅に短縮した製品である。